# Большие Гари (Оричевский район)
 Большие Гари  — деревня в Оричевском районе Кировской области в составе Гарского сельского поселения.

## География
Находится на расстоянии примерно 10 км на север от районного центра поселка Оричи.

## История
Известна с 1678 года как починок Гарь Федотова с 5 дворами. В 1764 году здесь учтено 135 жителей. В 1873 году здесь было отмечено дворов 38 и жителей 217, в 1905 (уже Гари Федотовых или Большие Гари) 47 и 280, в 1926 59 и 300, в 1950 204 и 467, в 1989 году проживал 301 житель. Нынешнее название утвердилось с 1939 года.

## Население
Постоянное население  составляло 315 человек (русские 98%) в 2002 году, 287 в 2010.